# Ergokalcyferol
Ergokalcyferol (łac. ergocalciferolum), witamina D2 – organiczny związek chemiczny z grupy witamin D. Reguluje gospodarkę wapniowo-fosforanową organizmu, a także zapewnia właściwą mineralizację kości.
Niedobór witaminy D u dzieci jest przyczyną zahamowania wzrostu i krzywicy. Nadmiar ergokalcyferolu powoduje bóle głowy, nudności, zaburzenia widzenia i senność.
Powstaje z ergosterolu (występującego w grzybach, np. drożdżach) pod wpływem promieniowania UV.
Pod wpływem wysokiej temperatury przechodzi w nieaktywne biologicznie izomery.